# Aerangis gravenreuthii
Aerangis gravenreuthii är en orkidéart som först beskrevs av Friedrich Fritz Wilhelm Ludwig Kraenzlin och fick sitt nu gällande namn av Rudolf Schlechter. 
Aerangis gravenreuthii ingår i släktet Aerangis och familjen orkidéer. Inga underarter finns listade i Catalogue of Life.